# Łaskarzew Nowy
Łaskarzew Nowy – dawne miasto położone w obrębie współczesnego miasta Łaskarzew, uzyskał lokację miejską w 1514 roku, zdegradowany przed 1800 rokiem.